# Сухой Кобелячек (село)
Сухой Кобелячек (укр. Сухий Кобелячок) — село в Пригаровском сельском совете Козельщинского района Полтавской области Украины.
Код КОАТУУ — 5322084607. Население по переписи 2001 года составляло 8 человек.

## Географическое положение
Село Сухой Кобелячек находится у истоков реки Сухой Кобелячек, ниже по течению на расстоянии в 2 км расположено село Сушки. Река в этом месте пересыхает, на ней сделано несколько запруд.

## История
Село указано на трехверстовке Полтавской области. Военно-топографическая карта.1869 года